# 아헤가오

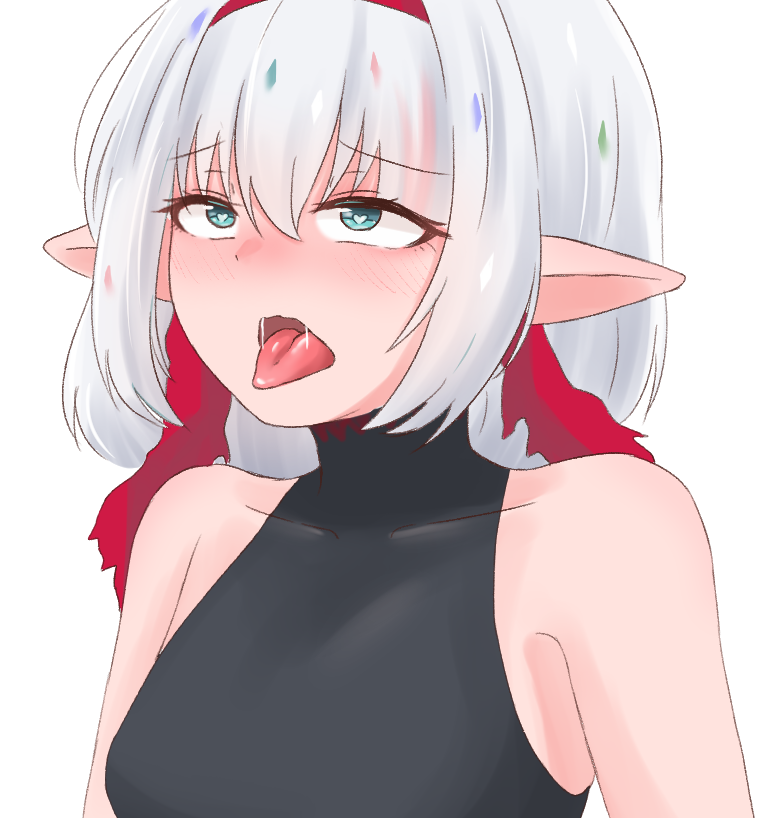
아헤가오 표정

아헤가오로 SNS 스타가 된 벨 델핀.

아헤가오(일본어: アヘ顔, 영어: Ahegao / O-Face)는 일본의 에로 동인지에서 유래한 단어로, 성행위 절정에 이르렀을 때 짓는 표정을 말한다. 주로 눈동자는 위로 향하면서 입은 벌리고 혀를 빼는 동작으로 정형화되었다. 입은 '아' 벌리고 혀는 '헤' 내밀 때의 의성어와 "얼굴"을 뜻하는 일본어 '가오'(顔)로 이루어진 합성어이다.
2010년대 중후반부터 크게 알려지기 시작하여 페티시화되거나 기괴한 표정으로 인해 인터넷 밈화되면서, 성인물이나 SNS상에서 현실 인물이 하는 것도 쉽게 볼 수 있게 되었다.

## 같이 보기
- E-Hentai